# ISAN

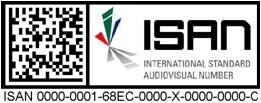
Beispiel einer ISAN-Nummer

International Standard Audiovisual Number (ISAN) ist eine eindeutige Identifikation für audiovisuelle Werke, ähnlich wie ISBN. Die Nummer wurde 2002 als internationaler Standard ISO 15706 eingeführt. Das ISAN-Register ist öffentlich zugänglich. Auch wenn es erst 2002 eingeführt wurde, sind bereits viele ältere Filme darin verzeichnet.

## Übersicht
Die ISAN (International Standard Audiovisual Number) ist ein freiwilliges Nummerierungssystem und dient der Identifikation audiovisueller Werke. Sie ist eine eindeutige, international anerkannte und dauerhafte Referenznummer für jedes audiovisuelle Werk, das im ISAN System registriert wird.
Die ISAN identifiziert Werke, nicht Veröffentlichungen oder Ausstrahlungen. Die ISAN ändert sich nicht, egal in welchem Format ein Werk veröffentlicht wird (z. B. DVD, Video, TV-Ausstrahlung) oder für welche Zwecke das Werk eingesetzt wird.

## Aufbau der ISAN
Ursprünglich bestand die ISAN aus 16 Hexadezimalziffern, die in zwei Segmente unterteilt sind:
- ISAN 0000-0000-16FF-0000-Y – ein Wurzelsegment aus 12 Ziffern für die Identifikation eines Werkes
- ISAN 0000-0000-16FF-0000-Y – ein Segment aus 4 Ziffern zur Identifikation von Episoden eines audiovisuellen Werks.
- ISAN 0000-0000-16FF-0000-Y – Um Eingabefehler zu erkennen wird ein Prüfbuchstabe angefügt.

Ende 2005 wurde die ISAN erweitert auf 24 Hexadezimalziffern:
- ISAN 0000-0000-16FF-0000-Y-0000-0000-9 – die zusätzlichen 8 Ziffern erlauben es, einzelne Versionen eines Werkes zu unterscheiden. Zudem wurde am Schluss ein weiterer Prüfbuchstabe angefügt, um die ganze ISAN damit zu validieren.

Für die Speicherung ist es nicht nötig, die Prüfbuchstaben mitzuspeichern, sie können bei Bedarf neu berechnet werden. Dies gilt auch für die Unterteilung in Vierergruppen, sie nützt dem menschlichen Leser. Die Abkürzung „ISAN“ wird vorangestellt, um die Nummer von anderen Identifikationsnummern zu unterscheiden.
Die ISAN ist eine „stumme“ Nummer, d. h., sie enthält keine Codes oder andere kennzeichnenden Elemente (wie z. B. die „sprechende“ Nummer ISBN); sie enthält keine Information über die Rechtesituation eines Werkes. Man kann einzig die Zugehörigkeit einer Episode zu einer Serie oder einer Version zu einem Werk ableiten.

## Format
Beispiele:
- ISAN 0000-3BAB-9352-0000-G (eigenständiges Werk – nicht eine Episode, daher besteht die letzte Zahlengruppe aus Nullen)
- ISAN 006A-15FA-002B-C95F-A (Episode einer Serie)
- ISAN 0001-F54C-302A-8D98-X-0000-0121-T (mit Versionen-Erweiterung)

## Identifikationsnummern für andere Publikationen
Für andere Formen der Publikation, wie z. B. Periodika oder notierte Musikwerke gibt es eigene Nummernsysteme:
- ISBN – International Standard Book Number
- ISMN – Internationale Standard-Musik-Nummer (für gedruckte und digitalisierte Notensätze)
- ISRC – The International Standard Recording Code
- ISRN – International Standard Technical Report Number
- ISSN – Information and documentation – International Standard Serial Number / Internationale Standard-Seriennummer (für Periodika)
- ISTC – International Standard Text Code
- ISWC – International Standard Musical Work Code